# چارلز کینگ (هنرپیشه)
چارلز کینگ (انگلیسی: Charles King؛ ‏ ۲۱ فوریهٔ ۱۸۹۵ – ۷ مهٔ ۱۹۵۷) بازیگر اهل ایالات متحده آمریکا بود.
از فیلم‌هایی که وی در آن‌ها نقش داشته‌است، می‌توان به جایی به اشتباه و شرکت بارنوم و رینگلینگ اشاره نمود.